# Seth De Witte
Pour les articles homonymes, voir de Witte.
Seth De Witte , né le 18 octobre 1987 à Anvers en Belgique, est un footballeur belge. Il évolue au poste de défenseur central.

## Biographie
De Witte commencé rapidement à jouer au football. Dès l'âge de cinq ans, il a rejoint le SV Aartselaar, où il joue en série régionale, principalement en tant qu'ailier. À l'âge de 12 ans, il part pour le Germinal Beerschot. Là, il faisait partie d'une équipe talentueuse avec Jan Vertonghen, Tim Vleminckx et Moussa Dembélé, entre autres. C'est dans ce club qu'il sera replacé comme milieu gauche.
En raison d'une grave blessure à la cheville en 2003, il retourne dans son ancien club, le SV Aartselaar afin de pouvoir commencer sa carrière en équipe première. En 2005, il signe un contrat avec le club de quatrième division, le KFCO Wilrijk. 
À l'issue de la saison 2005-2006, Seth De Witte rejoint l'équipe du Lierse SK. C'est avec ce club qu'il découvre la 1re division belge lors de l'année 2006.
En 2010, Seth De Witte est transféré au FC Malines.

## Statistiques
| Saison                | Club                  | Championnat           | Championnat | Championnat | Coupe(s) nationale(s) | Coupe(s) nationale(s) | Compétition(s) continentale(s) | Compétition(s) continentale(s) | Compétition(s) continentale(s) | Total | Total |
| Saison                | Club                  | Division              | M.          | B.          | M.                    | B.                    | Comp.                          | M.                             | B.                             | M.    | B.    |
| 2004-2005             | SV Aartselaar         | 3ème Provinciale      | 0           | 0           | 0                     | 0                     | -                              | 0                              | 0                              | 0     | 0     |
| 2005-2006             | KFCO Wilrijk          | Division 4            | 23          | 7           | 0                     | 0                     | -                              | 0                              | 0                              | 23    | 7     |
| Sous-total            | Sous-total            | Sous-total            | 23          | 7           | 0                     | 0                     | -                              | 0                              | 0                              | 23    | 7     |
| 2006-2007             | Lierse SK             | Division 1            | 10          | 0           | 1                     | 0                     | -                              | 0                              | 0                              | 11    | 0     |
| 2006-2007             | TK Meldert (prêt)     | Division 4            | 12          | 2           | 0                     | 0                     | -                              | 0                              | 0                              | 12    | 2     |
| 2007-2008             | Lierse SK             | Division 2            | 30          | 0           | 0                     | 0                     | -                              | 0                              | 0                              | 30    | 0     |
| 2008-2009             | Lierse SK             | Division 2            | 28          | 2           | 5                     | 1                     | -                              | 0                              | 0                              | 33    | 3     |
| 2009-2010             | Lierse SK             | Division 2            | 25          | 2           | 0                     | 0                     | -                              | 0                              | 0                              | 25    | 2     |
| Sous-total            | Sous-total            | Sous-total            | 105         | 6           | 6                     | 1                     | -                              | 0                              | 0                              | 111   | 7     |
| 2010-2011             | KV Malines            | Division 1            | 10          | 1           | 3                     | 0                     | -                              | 0                              | 0                              | 13    | 1     |
| 2011-2012             | KV Malines            | Division 1            | 35          | 1           | 2                     | 0                     | -                              | 0                              | 0                              | 37    | 1     |
| 2012-2013             | KV Malines            | Division 1            | 26          | 4           | 1                     | 0                     | -                              | 0                              | 0                              | 27    | 4     |
| 2013-2014             | KV Malines            | Division 1            | 32          | 6           | 2                     | 1                     | -                              | 0                              | 0                              | 34    | 7     |
| 2014-2015             | KV Malines            | Division 1            | 35          | 6           | 2                     | 1                     | -                              | 0                              | 0                              | 37    | 7     |
| 2015-2016             | KV Malines            | Division 1            | 28          | 1           | 2                     | 0                     | -                              | 0                              | 0                              | 30    | 1     |
| 2016-2017             | KV Malines            | Division 1            | 15          | 3           | 1                     | 0                     | -                              | 0                              | 0                              | 16    | 3     |
| 2017-2018             | KV Malines            | Division 1            | 18          | 0           | 2                     | 0                     | -                              | 0                              | 0                              | 20    | 0     |
| Sous-total            | Sous-total            | Sous-total            | 199         | 22          | 15                    | 2                     | -                              | 0                              | 0                              | 214   | 24    |
| Total sur la carrière | Total sur la carrière | Total sur la carrière | 327         | 35          | 21                    | 3                     | -                              | 0                              | 0                              | 348   | 38    |

## Palmarès
- Lierse SK
  - Championnat de Belgique de D2
    - Champion : 2010

- KV Malines
  - Championnat de Belgique D2 : 
    - Champion : 2019

  - Coupe de Belgique
    - Vainqueur : 2019